# 赫尔施泰因

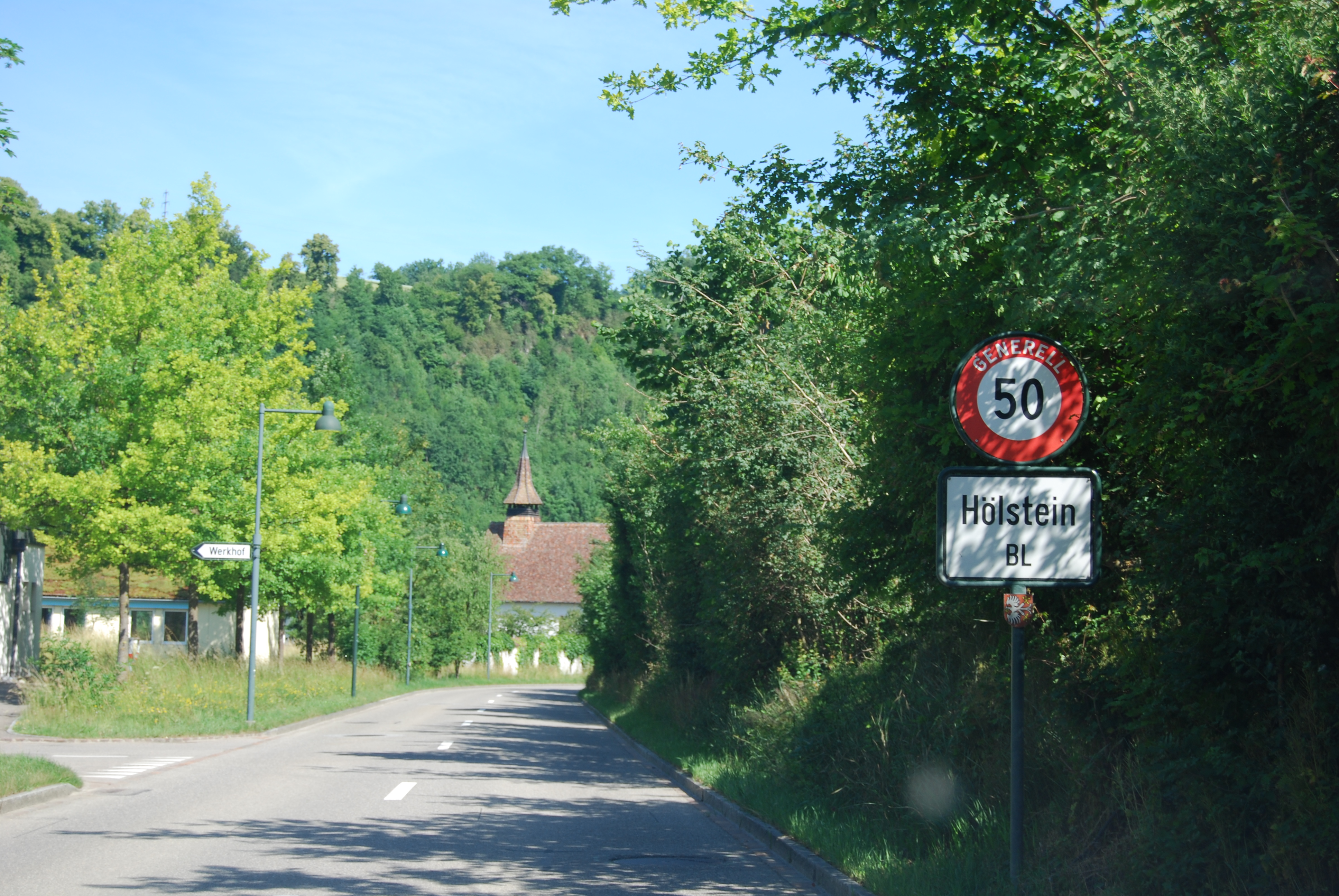

赫爾斯泰因是瑞士的城鎮，位於該國北部，由巴塞爾鄉村州負責管轄，面積6.03平方公里，海拔高度422米，2012年人口2,375，五成半人口信奉基督教，人口密度每平方公里394人。

## 外部連結
- Official website （页面存档备份，存于） （德文）